# Свежая кровь
«Све́жая кровь» (англ. Fresh Blood) — 7-я серия 3-го сезона американского телесериала «Сверхъестественное». Её премьера состоялась 15 ноября 2007 года.

## В ролях
- Джаред Падалеки — Сэм Винчестер;
- Дженсен Эклс — Дин Винчестер;
- Лорен Коэн — Бэла Талбот;
- Стерлинг К. Браун — Гордон Уокер;
- Майкл Мэсси — Кубрик;
- Мэтью Хамфрис — Диксон.

## Сюжет
Гордон Уокер встречается с Бэлой и под дулом пистолета приказывает ей рассказать, где находится Сэм Винчестер. Она, не реагируя на угрозы, предлагает Гордону сделку. Бэла звонит Дину и узнаёт, где они с Сэмом находятся, а Гордон, в свою очередь, отдаёт ей защитный амулет против сил зла.
Дин с Сэмом идут по следу вампиров и находят мужчину, истекающего кровью. Пытаясь привлечь вампира, Дин надрезает себе руку ножом. На запах крови появляется девушка по имени Люси. Дин приманивает её к себе, и когда Люси тянется клыками к его шее, он всаживает шприц, наполненный кровью мертвеца, ей в шею.
Винчестеры приводят вампира к себе в комнату и связывают. Братья пытаются узнать, где находится её гнездо, но та, ничего не понимая, только говорит, что она что-то приняла и теперь ей нездоровится. Девушка рассказывает, что в баре она познакомилась с парнем по имени Диксон, который и угостил её выпивкой. Дин догадывается, что парень подлил в выпивку кровь вампира, тем самым заразив Люси. Братья понимают, что ей ничем нельзя помочь, и Дин, вооружившись мачете, отрубает ей голову.
Гордон Уокер вместе со своим сообщником Кубриком приходит в больницу к пострадавшему мужчине. Он рассказывает про нападение вампира и про двух парней, благодаря которым он остался жив. Гордон догадывается, что мужчина говорит о братьях Винчестерах.
Сэм и Дин приходят в клуб, в котором была Люси и выясняют, что в городе пропали ещё две девушки. Дин замечает парня, выходящего из клуба вместе с блондинкой. Диксон подносит пузырёк с кровью вампира ко рту девушки, но подбежавший Дин валит парня на землю, и пузырёк разбивается. Диксон отшвыривает Дина и бросается прочь. Братья бегут за ним, но натыкаются на вооружённых Гордона и Кубрика. Гордон начинает стрелять, но братьям удаётся ускользнуть. Сам же Гордон становится жертвой Диксона.
Винчестеры, сидя у себя в комнате, пытаются понять, как Гордону удалось их найти, и Дин догадывается, что их сдала Бэла.
В это время Гордон приходит в себя в логове вампира Диксона, где, так же как и он, находятся две связанные девушки. В разговоре с Гордоном Диксон объясняет, что его вид вымирает, и поэтому он вынужден превращать невинных людей в вампиров. Диксон делает надрез на своей руке, а затем на руке Гордона, после чего смешивает его кровь со своей.
Бэла, пытаясь загладить свою вину перед Винчестерами, звонит Дину и сообщает, где находится Гордон. В это время Гордон в логове Диксона освобождается от цепей и убивает мужчину, повстречавшегося ему на пути.
Винчестеры приходят в убежище Диксона, от которого узнают, что тот обратил Гордона в вампира. В это время Гордон приходит в трейлер, где он обосновался с Кубриком, и рассказывает ему о случившемся. Кубрик заносит нож, собираясь убить Гордона, но тот опережает его, проткнув Кубрика рукой.
Винчестеры пытаются найти место, о котором говорила Бэла. Но тут Гордон сам звонит на мобильный Дина и говорит, чтобы они с Сэмом приходили на фабрику, где тот в данный момент находится. На отказ Дина от этого предложения Гордон даёт ему понять, что он держит в заложниках девушку, и у братьев не остаётся выбора.
Сэм с Дином приходят на фабрику, указанную Гордоном, где находят девушку, которую Гордон держал в заложниках. Одна из перегородок склада рушится, тем самым отделив братьев друг от друга. Внезапно гаснет свет, и перед Сэмом появляется Гордон. Сэм наугад бьёт мачете, пытаясь убить Гордона. В это время девушка, находящаяся с Дином, бросается на него, и тот понимает, что Гордон обратил её в вампира. Дин успевает нажать на курок Кольта, и девушка падает замертво. Гордон, пытаясь убить Сэма, набрасывается на него и выбивает из его рук мачете. На помощь Сэму прибегает Дин, но Гордон бросает его об стену, и тот теряет сознание. Гордон подходит к Дину и вцепляется клыками ему в шею. Сэм спешит на помощь брату, но Гордон отбрасывает Сэма к стеллажам. Сэм хватает подвернувшийся под руки провод и душит им Гордона до тех пор, пока его голова не слетает с плеч.
В конце серии Дин ремонтирует машину. Но, понимая, что скоро отправится в ад, решает научить Сэма, как правильно это делать.